# Olga Scheps

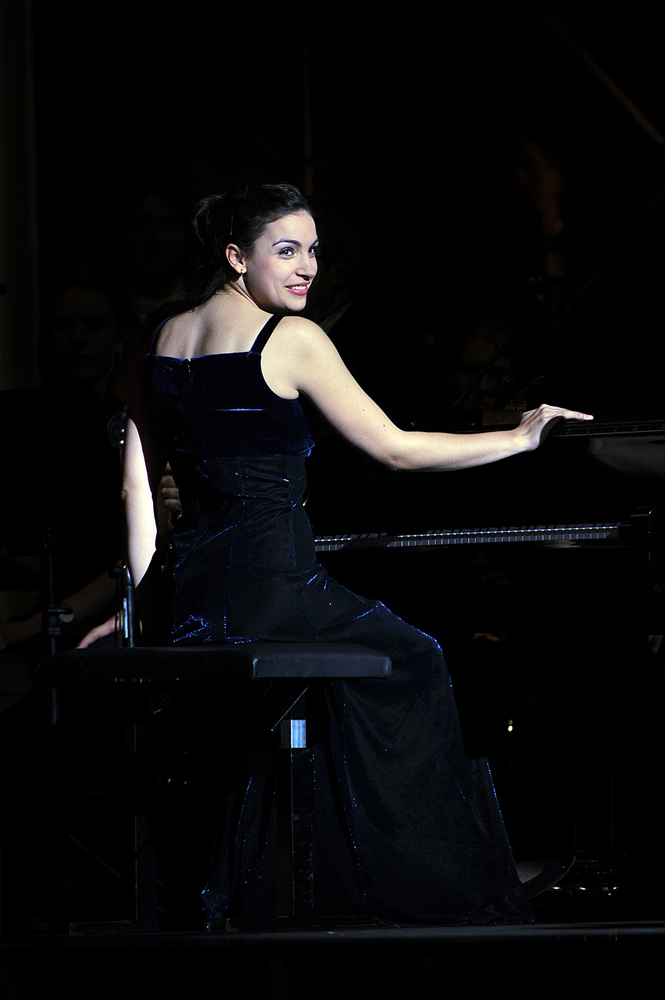
Olga Scheps

Olga Scheps (* 4. Januar 1986 in Moskau) ist eine in Moskau geborene Pianistin. Sie lebt seit 1992 in der Bundesrepublik Deutschland und besitzt die deutsche Staatsbürgerschaft.

## Leben
Olga Scheps ist die jüngere Tochter des ukrainisch-jüdischstämmigen Pianisten und Hochschullehrers Ilja Scheps und der jüdischstämmigen russischen Klavierlehrerin Tamara Scheps sowie die Schwester der Pianistin Anna Scheps. Die Familie übersiedelte 1992 nach Wuppertal. Mit fünf Jahren erhielt Olga Scheps den ersten Klavierunterricht, 1999 gewann sie den Bundeswettbewerb Jugend musiziert sowie 2001 den Wettbewerb Jugend spielt Klassik.
Noch während ihrer Schulzeit begann sie 1999 ihr Klavierstudium zunächst als Jungstudentin in der Klavierklasse von Vassily Lobanov, seit 2006 in der Meisterklasse von Pavel Gililov an der Hochschule für Musik und Tanz Köln. Weitere Studien führten sie zu Arie Vardi und Dmitri Baschkirow.
Alfred Brendel entdeckte Scheps, als sie 15 Jahre alt war und förderte sie. Sie wurde ab 2001 von der Deutschen Stiftung Musikleben und ab 2006 von der Studienstiftung des deutschen Volkes mit einem Stipendium unterstützt. Im Jahr 2014 schloss sie ihr Studium an der Musikhochschule Köln ab und absolvierte ihr Konzertexamen bei Pavel Gililov.
Im Alter von 14 Jahren und noch vor ihrem Studium debütierte sie in der Konzertreihe Junge Elite mit dem 1. Klavierkonzert von Prokofjew in der Düsseldorfer Tonhalle. Seit ihrem Debüt beim Klavier-Festival Ruhr im Jahr 2007 konzertierte sie u. a. beim Rheingau Musik Festival, dem Klavier-Festival Ruhr, beim Schleswig-Holstein Musik Festival, den Festspielen Mecklenburg-Vorpommern, dem Kissinger Sommer, dem Heidelberger Frühling, dem Lucerne Festival, den Sommerlichen Musiktagen Hitzacker, dem Mosel Musikfestival, dem Menuhin-Festival in Gstaad, dem internationalen Musikfest Kreuth, dem Festival Iberico in Spanien, dem Mersin Festival in der Türkei und dem Festival „Zaubersee“ in Luzern.
Scheps arbeitet mit namhaften Orchestern und spielt überwiegend in Europa und in Asien. Sie wurde unter anderem von folgenden Dirigenten zu einer Zusammenarbeit eingeladen: Yakov Kreizberg, Thomas Dausgaard, Lorin Maazel, Tugan Sokhiev, José Serebrier, Marcus Bosch, Ralf Weikert, Michel Tabachnik, Antoni Wit, Ivor Bolton und Christoph Altstaedt. 2012 gab sie in der Kölner Philharmonie ihr Solo-Debüt. Es folgten Konzerte u. a. mit dem Warsaw Philharmonic Orchestra, der Russischen Staatskapelle Moskau, dem Amadeus Chamber Orchestra of Polish Radio, dem Orchestra national du Capitole de Toulouse, dem Estonian National Orchestra und dem Israel Philharmonic Orchestra. Neben ihrer solistischen Tätigkeit wirkt Scheps auch kammermusikalisch und arbeitet mit Künstlern wie Andrej Bielow, Daniel Hope, Erik Schumann, Adrian Brendel, Alban Gerhardt, Jan Vogler, Nils Mönkemeyer sowie Ensembles wie dem Kuss Quartett, dem Danel-Quartett und dem Danish String Quartet zusammen.
Scheps hat ein vielseitiges Repertoire, besonders widmet sie sich jedoch den Werken russischer Komponisten sowie Kompositionen von Frédéric Chopin. Auch selten gespielte Werke wie beispielsweise das Konzert für Klavier und Streichorchester „Malédiction“ von Franz Liszt sowie Werke von Olivier Messiaen und Anatolij Ljadov gehören zu ihrem Programm.
Zahlreiche Fernsehsender berichteten über sie und zeigten Mitschnitte ihrer Konzerte; 2017 drehte der WDR unter der Regie von Marion Ammicht einen Dokumentarfilm über sie. Scheps war Gast bei Fernsehsendungen wie TV Total, Helge hat Zeit mit Helge Schneider, Kleine Nachtmusik mit Götz Alsmann, dem Kölner Treff, DAS! Rote Sofa, dem ZDF-Morgenmagazin und der Sendung Klein gegen Groß.
Scheps lebt mit ihrem Ehemann und ihren zwei Kindern in Köln.

## Aufnahmen
Nachdem Scheps zuvor bereits auf einem CD-Mitschnitt vom Klavier-Festival Ruhr 2009 zu hören war, brachte sie im Jahr 2010 ihre ersten beiden Solo-CDs bei RCA Red Seal (Sony Music) heraus. 2010 erhielt sie für ihre Debüt-CD Chopin, gemeinsam mit Alice Sara Ott den ECHO Klassik 2010 als „beste Nachwuchskünstlerin des Jahres (Klavier)“. Im Herbst desselben Jahres folgte ein weiteres Soloalbum mit Werken russischer Komponisten. Ihre nächste CD Schubert erschien im August 2012 bei RCA Red Seal (Sony Music). Danach brachte sie bei Sony Classical 2014 zusammen mit dem Stuttgarter Kammerorchester ein weiteres Album mit den beiden Klavierkonzerten von Frédéric Chopin heraus.

### Diskografie
- 2009: Piano Recital Klavierfestival Ruhr
- 2010: Chopin
- 2010: Russian Album
- 2012: Schubert
- 2014: The Chopin Piano Concertos – Klavierkonzert e-Moll op. 11 und Klavierkonzert f-Moll op. 21; mit dem Stuttgarter Kammerorchester, Leitung Matthias Foremny (Sony)
- 2015: Vocalise
- 2016: Satie
- 2017: 100% Scooter – Piano Only, arrangiert von Sven Helbig (Sony)
- 2017: Tchaikovsky – Klavierkonzert Nr. 1 b-Moll op. 23, Konzertsuite Der Nussknacker für Klavier solo op. 71 u. a.; mit dem WDR Sinfonieorchester, Leitung Carlos Domínguez-Nieto (WDR, Sony)
- 2019: Melody – Werke von Modest Mussorgsky, Sven Helbig, Chilly Gonzales, Frédéric Chopin, Aphex Twin, Edvard Grieg, Johannes Brahms, Ludovico Einaudi, Johann Sebastian Bach u. a. (Sony)
- 2019: Mieczysław Weinberg, Klavierquintett f-Moll op. 18, mit dem Kuss Quartett (NDR Kultur, Sony)[9]
- 2021: Family – Werke von Mozart, Beethoven, Haydn, Sony DDD

## Auszeichnungen
- 1999: 1. Preis Jugend musiziert (Bundeswettbewerb)
- 2001: 1. Preis Jugend spielt Klassik[10]
- 2010: ECHO Klassik als Nachwuchskünstlerin des Jahres (Klavier)[11]